# أل بو حصار (حسيني)
أل بو حصار (بالفارسية: البوحصار) هي قرية تقع في إيران في قسم حسيني الريفي. يقدر عدد سكانها بـ 990 نسمة بحسب إحصاء 2016.